# Adil Atan
Adil Atan (* 1. Januar 1929 in Adapazarı; † 18. April 1989) war ein türkischer Ringer. Er trat im Freistil in der Gewichtsklasse Halbschwergewicht (bis 87 kg) an.

## Erfolge
- Olympische Spiele 1952 in Helsinki: Bronze hinter Viking Palm (Schweden) und Henry Wittenberg (Großbritannien)
- Weltmeisterschaften 1954 in Tokio: Silber hinter August Englas (Sowjetunion) und vor Viking Palm
- Olympische Spiele 1956 in Melbourne: 4. Platz hinter Gholam Reza Takhti (Iran), Boris Kulajew (Sowjetunion) und Peter Blair (USA)